# Jerry Kazdan
Pour les articles homonymes, voir Kazhdan.
Jerry Lawrence Kazdan (né le 31 octobre 1937 à Detroit, Michigan) est un mathématicien américain connu pour ses travaux sur la Géométrie différentielle et l'étude des équations aux dérivées partielles. Il travaille sur le théorème de comparaison de Berger-Kazdan, qui est une étape clé dans la preuve de la conjecture de Blaschke et la classification des variétés de Wiedersehen. Son travail le plus connu, réalisé en collaboration avec Frank Warner, traite du problème de la prescription de la courbure scalaire d'une métrique riemannienne.

## Biographie
Kazdan obtient son baccalauréat en 1959 de l'Institut polytechnique Rensselaer et sa maîtrise en 1961 de la NYU. Il obtient son doctorat en 1963 au Courant Institute of Mathematical Sciences de l'Université de New York ; sa thèse s'intitule A Boundary Value Problem Arising in the Theory of Univalent Functions et est supervisée par Paul Garabedian. Il occupe ensuite un poste d'instructeur Benjamin Peirce à l'Université Harvard. En 1966, il est professeur de mathématiques à l'Université de Pennsylvanie.
Dennis DeTurck est un de ses élèves.
En 1999, il reçoit le Prix Halmos-Ford pour son article explicatif Solving equations, an elegant legacy. En 2012, il est membre de l'American Mathematical Society.

## Principales publications
- DeTurck, Dennis M.; Kazdan, Jerry L. Some regularity theorems in Riemannian geometry. Ann. Sci. École Norm. Sup. (4) 14 (1981), no. 3, 249–260.
- Kazdan, Jerry L.; Warner, F.W. Curvature functions for compact 2-manifolds. Ann. of Math. (2) 99 (1974), 14–47.
- Kazdan, Jerry L.; Warner, F.W. Remarks on some quasilinear elliptic equations. Comm. Pure Appl. Math. 28 (1975), no. 5, 567–597.
- Kazdan, Jerry L.; Warner, F.W. Scalar curvature and conformal deformation of Riemannian structure. Journal of Differential Geometry 10 (1975), 113–134.
- Kazdan, Jerry L.; Warner, F.W. Existence and conformal deformation of metrics with prescribed Gaussian and scalar curvatures. Ann. of Math. (2) 101 (1975), 317–331.

## Livres
- Lectures on Complex Numbers and Infinite Series (1966)
- Calculus Two: Linear and Nonlinear Functions[5] (1971, with Francis J. Flanigan)
- Intermediate Calculus And Linear Algebra (1975)
- Prescribing the Curvature of a Riemannian Manifold (1985)[6]